# Episcoporum Poloniae

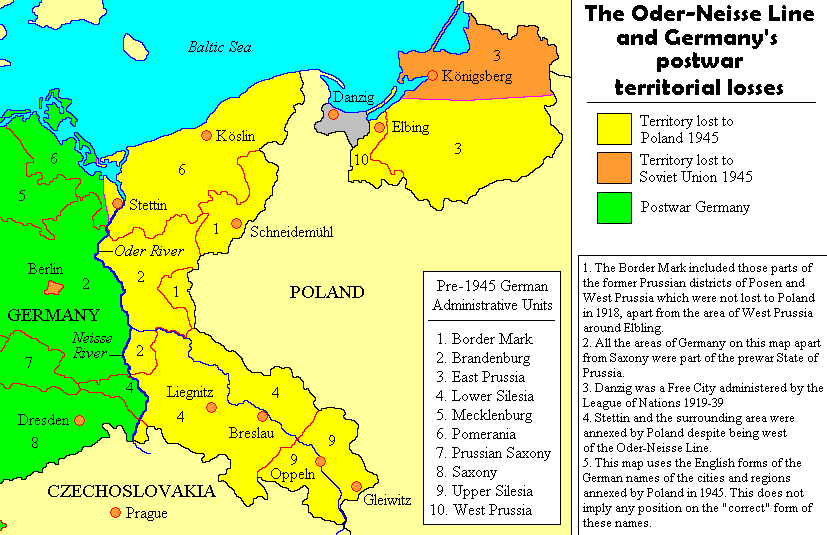
Mappa dei confini settentrionali e occidentali della Polonia dopo la seconda guerra mondiale. In giallo i territori tedeschi ceduti alla Polonia dopo la guerra.

Episcoporum Poloniae è una bolla di papa Paolo VI, pubblicata il 28 giugno 1972, con la quale fu rivista e regolarizzata l'organizzazione ecclesiastica nei territori settentrionali e occidentali annessi alla Polonia dopo la seconda guerra mondiale.

## Contesto storico
Dopo la seconda guerra mondiale i confini della Polonia subirono importanti cambiamenti, con la perdita di tutti i territori orientali, a vantaggio dell'Unione sovietica, e l'acquisizione della parte meridionale della Prussia orientale e di nuovi territori occidentali e settentrionali ad est della linea Oder-Neisse, a scapito della Germania. Il nuovo confine tra Germania e Polonia, imposto dai vincitori, fu ufficialmente riconosciuto dalla Repubblica Democratica Tedesca con il trattato di Zgorzelec del 6 luglio 1950, mentre la Repubblica Federale di Germania riconobbe il nuovo confine solo con il trattato di Varsavia, ratificato dal Bundestag il 17 maggio 1972.
A causa dello spostamento dei confini, diversi territori di diocesi "straniere" vennero a trovarsi entro i confini del nuovo stato polacco:
- la diocesi di Varmia (già Ermland), nella Prussia orientale, fu compresa interamente in Polonia, ad eccezione della porzione settentrionale, con la città di Kaliningrad (già Königsberg), parte dell'Unione sovietica;
- la diocesi di Berlino fu divisa in due dalla linea Oder-Neisse, con quasi la metà del suo territorio rimasto in Polonia;
- si trovarono interamente in territorio polacco anche l'arcidiocesi di Breslavia, la diocesi di Danzica e la prelatura territoriale di Schneidemühl;
- infine divennero polacche anche porzioni minori delle sedi di Meißen in Germania, e di Praga e Olomouc in Cecoslovacchia.

La Santa Sede ritenne di non intervenire in questi territori, perché, dal punto di vista formale e giuridico, in assenza di un accordo tra la Repubblica Federale di Germania e la Polonia sul nuovo confine di stato, era ancora in vigore il concordato del 1933 con il Terzo Reich e dunque erano ancora vincolanti i confini prebellici.
Durante la sua visita a Roma, il 18 aprile 1951 Stefan Wyszyński, arcivescovo di Gniezno e primate di Polonia, ricevette poteri speciali che gli conferivano la facoltà di nominare degli amministratori per le sedi polacche rimaste vacanti.
Wyszyński nominò dunque diversi vescovi titolari per l'amministrazione dei territori di altre diocesi che si trovavano in Polonia. Questi vescovi, che ufficialmente erano ausiliari di Gniezno o di Breslavia, avevano il titolo di "delegati speciali" del primate polacco per il governo ecclesiastico di queste regioni. L'Annuario pontificio del 1958 ne menziona quattro:
- Franciszek Jop, vescovo titolare di Daulia, amministratore a Opole;
- Tomasz Wilczyński, vescovo titolare di Poliboto, amministratore a Olsztyn (dove era stata trasferita la sede di Varmia);
- Bolesław Kominek, vescovo titolare di Vaga, amministratore a Breslavia;
- Teodor Bensch, vescovo titolare di Tentiri, amministratore a Gorzów Wielkopolski.

Un ulteriore passo verso la normalizzazione dell'organizzazione ecclesiastica in questi zone fu la decisione di papa Paolo VI, su suggerimento dello stesso Wyszyński e dopo il primo viaggio in Polonia dell'inviato pontificio Agostino Casaroli, di nominare formalmente, il 25 maggio 1967, degli amministratori apostolici ad nutum Sanctae Sedis, cioè direttamente subordinati alla Santa Sede, cum omnibus facultatibus, quae Episcopis residentialibus ad normam juris communis competunt, ossia con le facoltà proprie di un vescovo residenziale. 
La Ostpolitik, perseguita da Willy Brandt, cancelliere della Repubblica Federale Tedesca, e in particolare il trattato di Varsavia del 7 dicembre 1970, con il quale la Germania ovest riconobbe i confini stabiliti dopo la seconda guerra mondiale, favorirono anche il riavvicinamento tra la Santa Sede e il governo polacco, e con ciò la possibilità concreta di porre fine alle amministrazioni apostoliche nei "territori dell'ovest" (Ziemie Zachodnie) e la costituzione di giurisdizioni ecclesiastiche permanenti.

## Contenuto della bolla
La bolla Episcoporum Poloniae eresse 4 nuove diocesi.
- La diocesi di Opole, con sede nella città di Opole, suffraganea dell'arcidiocesi di Breslavia. La diocesi comprendeva quasi per intero il voivodato di Opole (eccetto i distretti di Brzeg e di Namysłów) e porzioni minori del voivodato di Katowice. La maggior parte di questo territorio era appartenuta all'arcidiocesi di Breslavia, eccetto le parrocchie del confine meridionale, che fino al 1945 appartenevano alla Cecoslovacchia ed erano incluse nell'arcidiocesi di Olomouc.
- La diocesi di Gorzów, con sede nella città di Gorzów Wielkopolski, suffraganea dell'arcidiocesi di Breslavia. Comprendeva il voivodato di Zielona Góra e il distretto di Trzcianka e la città di Piła nel voivodato di Poznań, che appartenevano formalmente alla diocesi di Berlino e alla prelatura territoriale di Schneidemühl.
- La diocesi di Stettino-Kamień, con sede nella città di Stettino, suffraganea dell'arcidiocesi di Gniezno. La diocesi comprendeva il voivodato di Stettino, già appartenuto alla diocesi di Berlino.
- La diocesi di Koszalin-Kołobrzeg, con sede nella città di Koszalin, suffraganea dell'arcidiocesi di Gniezno. La diocesi comprendeva per intero il voivodato di Koszalin e il distretto di Lębork nel voivodato di Danzica. Questi territori erano appartenuti alla diocesi di Berlino e alla prelatura territoriale di Schneidemühl.

Queste decisioni posero fine de iure alla giurisdizione dei vescovi di Berlino e di Olomouc in territorio polacco e portarono de facto alla soppressione della prelatura territoriale di Schneidemühl.
La bolla inoltre prese questi provvedimenti:
- Le porzioni di territorio dell'arcidiocesi di Praga e della diocesi di Meißen che si trovavano in Polonia furono annesse all'arcidiocesi di Breslavia; si trattava dei decanati di Bystrzyca Kłodzka, Kłodzko, Nowa Ruda e Polanica-Zdrój, e delle parrocchie di Biedrzychowice, Bogatynia, Dzialoszyn, Krzewina, Opolno Zdrój e Zatonie.
- La diocesi di Varmia, finora suffraganea dell'arcidiocesi di Breslavia, entrò a far parte della provincia ecclesiastica di Varsavia.
- La diocesi di Danzica, finora immediatamente soggetta alla Santa Sede, entrò a far parte della provincia ecclesiastica di Gniezno.

Lo stesso giorno, con 6 distinte bolle, Paolo VI nominò i nuovi vescovi delle sedi polacche:
- Bolesław Kominek per l'arcidiocesi di Breslavia;
- Józef Drzazga per la diocesi di Varmia;
- Franciszek Jop per la diocesi di Opole;
- Wilhelm Pluta per la diocesi di Gorzów;
- Jerzy Stroba per la diocesi di Stettino-Kamień;
- Ignacy Ludwik Jeż per la diocesi di Koszalin-Kołobrzeg.

L'organizzazione diocesana della Polonia, stabilita con la bolla Episcoporum Poloniae, rimase in vigore fino alla nuova ristrutturazione sancita con la bolla Totus tuus Poloniae populus di papa Giovanni Paolo II nel 1992.